# 수수적철권
《수수적철권》(羞羞的铁拳, Never Say Die)은 중국에서 제작된 장흘어 감독의 2017년 코미디, 판타지 영화이다. 애륜 등이 주연으로 출연하였다. 동명의 대중 코미디 무대에 기반한 이 영화는 2017년 9월 30일 중국에서 개봉되었다. 할리우드 리포터에 따르면 이 영화는 단일(중국내) 박스오피스 시장에서 가장 수익이 높은 코미디 영화로 등재되어 있다.

## 출연

### 주연
- 애륜
- 마려
- 심등

### 조연
- 톈위
- 송양